# 罗塘街道
罗塘街道是中华人民共和国江苏省泰州市姜堰区下辖的一个街道办事处。
2014年4月1日，江苏省人民政府批复同意撤销姜堰镇，以原姜堰镇的河西、南街、北街、高陈、东街、光明、罗塘、老庄、叶舍、康华、振兴、河东、西街、河南、南苑、荷叶、太平、桃园、古田、新城、彭垛、中天等22个居委会和前堡、公园、工联、幸福、西桥、城中、朱云、城东、通扬、东桥、城北、银穆、院子、太宇、唐园、三园、殷家、沿河、曹家、城南等20个村委会区域，设立姜堰区罗塘街道办事处，办事处驻长江西路16号。

## 行政区划
罗塘街道下辖以下村级行政区划单位：
桃园社区、古田社区、太平社区、南苑社区、荷叶社区、河南社区、新城社区、叶舍社区、罗塘社区、老庄社区、东街社区、西街社区、南街社区、北街社区、高陈社区、彭垛社区、中天社区、东桥村、西桥村、幸福村、银穆村、院子村、太宇村、唐园村、三园村、殷家村、沿河村、曹家村和城南村。